# بين بيتس
بين بيتس (بالإنجليزية: Ben Betts)‏ هو مدرب كرة سلة أمريكي، ولد في 5 أغسطس 1968 في لينشبرغ في الولايات المتحدة.